# Dyskografia Kayah
Dyskografia Kayah – dyskografia polskiej piosenkarki Kayah. Lista obejmuje 12 albumów studyjnych, 3 kompilacje, 2 albumy koncertowe, 1 album wideo, 2 albumy limitowane (to znaczy wydanych okazjonalnie i w ograniczonym nakładzie), 1 box set i 83 single. Artykuł zawiera informacje o datach premiery, wytwórniach muzycznych, nośnikach, pozycjach na listach przebojów, sprzedaży i certyfikatach Związku Producentów Audio-Video. Ponadto znalazła się w nim lista 5 innych utworów (nie wydanych na singlach) notowanych na listach przebojów.

## Albumy studyjne
| Rok  | Tytuł                                          | Informacje wydawnicze | Najwyższe pozycje na listach | Najwyższe pozycje na listach | Najwyższe pozycje na listach | Liczba sprzedanych egzemplarzy | Certyfikat ZPAV  |
| Rok  | Tytuł                                          | Informacje wydawnicze | OLiS                         | OLiS fiz.                    | OLiS win.                    | Liczba sprzedanych egzemplarzy | Certyfikat ZPAV  |
| ---- | ---------------------------------------------- | --- | ---------------------------- | ---------------------------- | ---------------------------- | ------------------------------ | ---------------- |
| 1988 | Kayah                                          | - Data premiery: 1988 - Wytwórnia: Polskie Nagrania - Nośniki: LP · kaseta                                                     | –                            | –                            | –                            |                                |                  |
| 1991 | Kayah                                          | - Data premiery: 1991 - Wytwórnia: Rogot - Nośniki: LP · kaseta · CD                                                           | –                            | –                            | –                            |                                |                  |
| 1995 | Kamień                                         | - Data premiery: 5 listopada 1995 - Wytwórnia: Zic Zac - Nośniki: CD · kaseta · 2×LP · digital download · streaming            | –                            | –                            | –                            | 60 000                         | złota płyta      |
| 1997 | Zebra                                          | - Data premiery: 23 marca 1997 - Wytwórnie: Zic Zac · BMG - Nośniki: CD · kaseta · digital download · streaming                | –                            | –                            | –                            | 100 000                        | platynowa płyta  |
| 1999 | Kayah i Bregović (z Goranem Bregoviciem)       | - Data premiery: 12 kwietnia 1999 - Wytwórnie: Zic Zac · BMG - Nośniki: CD · 2×CD · kaseta · LP · digital download · streaming | 6                            | 7                            | 1                            | 700 000                        | diamentowa płyta |
| 2000 | JakaJaKayah                                    | - Data premiery: 12 maja 2000 - Wytwórnie: Zic Zac · BMG - Nośniki: CD · 2×CD · kaseta · digital download · streaming          | –                            | –                            | –                            | 100 000                        | platynowa płyta  |
| 2003 | Stereo typ                                     | - Data premiery: 22 sierpnia 2003 - Wytwórnie: Zic Zac · BMG - Nośniki: CD · kaseta · LP · digital download · streaming        | 1                            | –                            | 20                           | 35 000                         | złota płyta      |
| 2009 | Skała                                          | - Data premiery: 14 września 2009 - Wytwórnia: Kayax - Nośniki: CD · digital download · streaming                              | 1                            | –                            | –                            | 30 000                         | platynowa płyta  |
| 2010 | Kayah & Royal Quartet (z Royal String Quartet) | - Data premiery: 8 marca 2010 - Wytwórnia: Kayax - Nośniki: CD · LP · digital download · streaming                             | –                            | –                            | –                            | 15 000                         | złota płyta      |
| 2010 | Panienki z temperamentem (z Renatą Przemyk)    | - Data premiery: 25 października 2010 - Wytwórnia: QM - Nośniki: CD · digital download · streaming                             | 10                           | –                            | –                            |                                |                  |
| 2013 | Transoriental Orchestra                        | - Data premiery: 5 listopada 2013 - Wytwórnia: Kayax - Nośniki: 2×CD · 2×LP · digital download · streaming                     | 47                           | –                            | –                            | 30 000                         | platynowa płyta  |
| 2016 | Gdy pada śnieg                                 | - Data premiery: 4 listopada 2016 - Wytwórnia: Kayax - Nośniki: CD · digital download · streaming                              | 7                            | –                            | –                            |                                |                  |

## Kompilacje
| Rok  | Tytuł               | Informacje wydawnicze                                                                                  | Najwyższe pozycje na listach | Liczba sprzedanych egzemplarzy | Certyfikat ZPAV |
| Rok  | Tytuł               | Informacje wydawnicze                                                                                  | OLiS                         | Liczba sprzedanych egzemplarzy | Certyfikat ZPAV |
| ---- | ------------------- | --- | ---------------------------- | ------------------------------ | --------------- |
| 2005 | The Best & The Rest | - Data premiery: 29 kwietnia 2005 - Wytwórnia: Sony BMG - Nośniki: 2×CD · digital download · streaming | 1                            | 35 000                         | złota płyta     |
| 2011 | Największe przeboje | - Data premiery: 13 kwietnia 2011 - Wytwórnia: Sony - Nośnik: CD                                       | –                            |                                |                 |
| 2015 | Przeboje            | - Data premiery: 13 listopada 2015 - Wytwórnia: Sony - Nośnik: CD                                      | –                            |                                |                 |

## Albumy koncertowe
| Rok  | Tytuł                 | Informacje wydawnicze                                                                                   | Najwyższe pozycje na listach | Liczba sprzedanych egzemplarzy | Certyfikat ZPAV |
| Rok  | Tytuł                 | Informacje wydawnicze                                                                                   | OLiS                         | Liczba sprzedanych egzemplarzy | Certyfikat ZPAV |
| ---- | --------------------- | --- | ---------------------------- | ------------------------------ | --------------- |
| 2007 | MTV Unplugged         | - Data premiery: 23 marca 2007 - Wytwórnia: Kayax - Nośniki: CD · CD+DVD · digital download · streaming | 4                            | 15 000                         | złota płyta     |
| 2025 | Enklawa S01E02: Kayah | - Data premiery: 18 czerwca 2025 - samopublikacja - Nośniki: digital download · streaming               | –                            |                                |                 |

## Albumy wideo
| Rok  | Tytuł                           | Informacje wydawnicze                                           | Liczba sprzedanych egzemplarzy | Certyfikat ZPAV |
| ---- | ------------------------------- | --------------------------------------------------------------- | ------------------------------ | --------------- |
| 1999 | Koncert (z Goranem Bregoviciem) | - Data premiery: 1999 - Wytwórnie: Zic Zac · BMG - Nośnik: VHS  |                                |                 |
| 2007 | MTV Unplugged                   | - Data premiery: 23 marca 2007 - Wytwórnia: Kayax - Nośnik: DVD | 5 000                          | złota płyta     |

## Albumy limitowane
| Rok  | Tytuł               | Informacje wydawnicze |
| ---- | ------------------- | --- |
| 2003 | The Best of         | - Wydany jako dodatek do „Naj” - Data premiery: 2003 - Wytwórnia: BMG - Nośnik: CD                                                           |
| 2006 | Kolędy śpiewa Kayah | - Wydany jako dodatek do „Gazety Wyborczej” - Data premiery: 10 grudnia 2006 - Wytwórnia: Kayax - Nośniki: CD · digital download · streaming |

## Box sety
| Rok  | Tytuł          | Informacje wydawnicze                                                                           |
| ---- | -------------- | ----------------------------------------------------------------------------------------------- |
| 2014 | Made in Poland | - Zawiera albumy Kamień i Zebra - Data premiery: 25 marca 2014 - Wytwórnia: Sony - Nośnik: 2×CD |

## Single

### Jako główny wykonawca
| Rok  | Tytuł                                                                    | Najwyższe pozycje na listach przebojów | Najwyższe pozycje na listach przebojów | Najwyższe pozycje na listach przebojów | Najwyższe pozycje na listach przebojów | Najwyższe pozycje na listach przebojów | Najwyższe pozycje na listach przebojów | Najwyższe pozycje na listach przebojów | Certyfikat ZPAV    | Album                         |
| Rok  | Tytuł                                                                    | OLiA                                   | OLiS str.                              | Spotify                                | 30 ton                                 | LP3                                    | SLiP                                   | 357                                    | Certyfikat ZPAV    | Album                         |
| ---- | ------------------------------------------------------------------------ | -------------------------------------- | -------------------------------------- | -------------------------------------- | -------------------------------------- | -------------------------------------- | -------------------------------------- | -------------------------------------- | ------------------ | ----------------------------- |
| 1988 | „Córeczko”                                                               | –                                      | –                                      | –                                      | –                                      | 21                                     | –                                      | –                                      |                    | –                             |
| 1995 | „Jak liść”                                                               | –                                      | –                                      | –                                      | –                                      | 4                                      | –                                      | –                                      |                    | Kamień                        |
| 1995 | „Nawet deszcz”                                                           | –                                      | –                                      | –                                      | 9                                      | 27                                     | 29                                     | –                                      |                    | Kamień                        |
| 1996 | „Fleciki”                                                                | –                                      | –                                      | –                                      | 7                                      | 1                                      | 8                                      | –                                      |                    | Kamień                        |
| 1996 | „Santana”                                                                | –                                      | –                                      | –                                      | –                                      | 21                                     | –                                      | –                                      |                    | Kamień                        |
| 1996 | „Horyzont” (z Kasią Stankiewicz i Andrzejem Krzywym)                     | –                                      | –                                      | –                                      | 8                                      | 38                                     | 30                                     | –                                      |                    | –                             |
| 1997 | „Na językach”                                                            | –                                      | –                                      | –                                      | 2                                      | 6                                      | 5                                      | –                                      |                    | Zebra                         |
| 1997 | „Supermenka”                                                             | –                                      | –                                      | –                                      | 6                                      | 5                                      | 1                                      | –                                      |                    | Zebra                         |
| 1997 | „Uwierz… to nie ja” (z Urszulą)                                          | –                                      | –                                      | –                                      | –                                      | 27                                     | 48                                     | –                                      |                    | Playboy Play…                 |
| 1998 | „POPieram”                                                               | –                                      | –                                      | –                                      | –                                      | –                                      | –                                      | –                                      |                    | –                             |
| 1999 | „Śpij kochanie, śpij” (z Goranem Bregoviciem)                            | –                                      | –                                      | –                                      | 1                                      | 1                                      | 1                                      | –                                      |                    | Kayah i Bregović              |
| 1999 | „Prawy do lewego” (z Goranem Bregoviciem)                                | –                                      | –                                      | 97                                     | 1                                      | 1                                      | 6                                      | –                                      |                    | Kayah i Bregović              |
| 1999 | „To nie ptak” (z Goranem Bregoviciem)                                    | –                                      | –                                      | –                                      | 1                                      | 2                                      | 20                                     | –                                      |                    | Kayah i Bregović              |
| 1999 | „Nie ma, nie ma Ciebie” (z Goranem Bregoviciem)                          | –                                      | –                                      | –                                      | 14                                     | 23                                     | 62                                     | –                                      |                    | Kayah i Bregović              |
| 2000 | „JakaJaKayah”                                                            | –                                      | –                                      | –                                      | 3                                      | 4                                      | 32                                     | –                                      |                    | JakaJaKayah                   |
| 2000 | „Anioł wiedział”                                                         | –                                      | –                                      | –                                      | 10                                     | 5                                      | 48                                     | –                                      |                    | JakaJaKayah                   |
| 2000 | „Topielice”                                                              | –                                      | –                                      | –                                      | –                                      | 43                                     | –                                      | –                                      |                    | JakaJaKayah                   |
| 2001 | „Wiosna przyjdzie i tak”                                                 | –                                      | –                                      | –                                      | –                                      | 21                                     | –                                      | –                                      |                    | Przedwiośnie                  |
| 2001 | „Embarcação” (z Cesárią Évorą)                                           | –                                      | –                                      | –                                      | –                                      | 16                                     | –                                      | –                                      |                    | JakaJaKayah (reedycja)        |
| 2002 | „Dobry potwór nie jest zły” (z Michałem Żebrowskim)                      | –                                      | –                                      | –                                      | –                                      | 48                                     | –                                      | –                                      |                    | Poczytaj mi tato 2            |
| 2003 | „Testosteron”                                                            | –                                      | –                                      | –                                      | 1                                      | 2                                      | 4                                      | –                                      |                    | Stereo typ                    |
| 2004 | „Duchy tych co mieszkali tu”                                             | –                                      | –                                      | –                                      | –                                      | –                                      | –                                      | –                                      |                    | Mój brat niedźwiedź           |
| 2004 | „Do D.N.A.”                                                              | –                                      | –                                      | –                                      | –                                      | 40                                     | 47                                     | –                                      |                    | Stereo typ                    |
| 2005 | „Najpiękniejsi” (z Poluzjantami)                                         | –                                      | –                                      | –                                      | –                                      | 38                                     | –                                      | –                                      |                    | The Best & The Rest           |
| 2005 | „Jutro rano” (gościnnie: Smolik)                                         | –                                      | –                                      | –                                      | 1                                      | 34                                     | 19                                     | –                                      |                    | The Best & The Rest           |
| 2006 | „Jaka miłość, taka śmierć”                                               | –                                      | –                                      | –                                      | –                                      | –                                      | –                                      | –                                      |                    | Dublerzy                      |
| 2006 | „Kochankowie Roku Tygrysa”                                               | –                                      | –                                      | –                                      | –                                      | –                                      | –                                      | –                                      |                    | Kochankowie Roku Tygrysa      |
| 2007 | „Wszystkie Ryśki to porządne chłopaki” (ze Stanisławem Tymem)            | –                                      | –                                      | –                                      | –                                      | 38                                     | –                                      | –                                      |                    | Ryś                           |
| 2008 | „Ding dong”                                                              | 5                                      | 24                                     | 47                                     | –                                      | –                                      | –                                      | –                                      |                    | –                             |
| 2009 | „Jak skała”                                                              | –                                      | –                                      | –                                      | –                                      | 21                                     | –                                      | –                                      |                    | Skała                         |
| 2009 | „Ocean spokojny już”                                                     | –                                      | –                                      | –                                      | –                                      | 35                                     | –                                      | –                                      |                    | Skała                         |
| 2010 | „Dla ciebie jestem sobą”                                                 | –                                      | –                                      | –                                      | –                                      | –                                      | –                                      | –                                      |                    | Panienki z temperamentem      |
| 2011 | „Za późno”                                                               | 5                                      | –                                      | –                                      | –                                      | 37                                     | 5                                      | –                                      |                    | –                             |
| 2013 | „Rebeka”                                                                 | –                                      | –                                      | –                                      | –                                      | 33                                     | –                                      | –                                      |                    | Transoriental Orchestra       |
| 2014 | „I Say a Little Prayer” (z Andrzejem Piasecznym)                         | –                                      | –                                      | –                                      | –                                      | –                                      | –                                      | –                                      |                    | –                             |
| 2016 | „Pusty talerzyk”                                                         | –                                      | –                                      | –                                      | –                                      | 46                                     | –                                      | –                                      |                    | Gdy pada śnieg                |
| 2016 | „Gdy pada śnieg”                                                         | –                                      | –                                      | –                                      | –                                      | –                                      | –                                      | –                                      |                    | Gdy pada śnieg                |
| 2017 | „Po co” (gościnnie: Idan Raichel)                                        | 3                                      | –                                      | 195                                    | –                                      | 40                                     | 5                                      | –                                      | złota płyta        | –                             |
| 2017 | „Podatek od miłości” (z Grzegorzem Hyżym)                                | 5                                      | –                                      | 200                                    | –                                      | –                                      | 3                                      | –                                      | platynowa płyta    | –                             |
| 2018 | „Czarna polana” (z Atanasem Valkovem)                                    | –                                      | –                                      | –                                      | –                                      | –                                      | –                                      | –                                      |                    | –                             |
| 2018 | „Po co” (wersja akustyczna) (gościnnie: Idan Raichel)                    | –                                      | –                                      | –                                      | –                                      | –                                      | –                                      | –                                      |                    | –                             |
| 2018 | „Chwytaj dzień” (ze Zbigniewem Wodeckim)                                 | 84                                     | –                                      | –                                      | –                                      | 5                                      | –                                      | –                                      |                    | Dobrze, że jesteś             |
| 2018 | „Supermenka 2018” (gościnnie: KęKę)                                      | –                                      | –                                      | –                                      | –                                      | –                                      | 33                                     | –                                      |                    | –                             |
| 2018 | „Miłość”                                                                 | –                                      | –                                      | –                                      | –                                      | –                                      | –                                      | –                                      |                    | Tischner. Mocna nuta          |
| 2019 | „Dawaj w długą”                                                          | 68                                     | –                                      | 143                                    | –                                      | –                                      | –                                      | –                                      |                    | –                             |
| 2020 | „Ramię w ramię” (z Viki Gabor)                                           | 4                                      | –                                      | 31                                     | –                                      | –                                      | 5                                      | –                                      | 2× platynowa płyta | Getaway (Into My Imagination) |
| 2020 | „Ja chcę ciebie” (Kwarantanna na na Version) (gościnnie: Jan Smoczyński) | –                                      | –                                      | –                                      | –                                      | –                                      | –                                      | –                                      |                    | –                             |
| 2020 | „#hot16challange”                                                        | –                                      | –                                      | –                                      | –                                      | –                                      | –                                      | –                                      |                    | –                             |
| 2020 | „Królestwo kobiet” (z Mery Spolsky)                                      | –                                      | –                                      | 157                                    | –                                      | –                                      | –                                      | –                                      |                    | –                             |
| 2020 | „To spotkanie” (z Małgorzatą Kościelniak)                                | –                                      | –                                      | –                                      | –                                      | –                                      | –                                      | –                                      |                    | –                             |
| 2021 | „Nie dzielcie nas” (z Krzysztofem Iwaneczko)                             | –                                      | –                                      | –                                      | –                                      | –                                      | –                                      | –                                      |                    | –                             |
| 2021 | „Kochaj różnym być” (z Nickem Sincklerem)                                | –                                      | –                                      | –                                      | –                                      | –                                      | –                                      | –                                      |                    | –                             |
| 2021 | „Niech zimy nie będzie” (z Arkiem Kłusowskim i Michałem Kmieciakiem)     | –                                      | –                                      | –                                      | –                                      | –                                      | –                                      | –                                      |                    | –                             |
| 2022 | „Odnaleźć siebie”                                                        | –                                      | –                                      | –                                      | –                                      | –                                      | 28                                     | 39                                     |                    | –                             |
| 2022 | „Nie muszę” (z Julią Wieniawą)                                           | –                                      | –                                      | –                                      | –                                      | –                                      | –                                      | –                                      |                    | Kayax XX Rework               |
| 2022 | „Po co” (z Rat Kru)                                                      | –                                      | –                                      | –                                      | –                                      | –                                      | –                                      | –                                      |                    | Kayax XX Rework               |
| 2023 | „Ganesha” (z Kazadi)                                                     | –                                      | –                                      | –                                      | –                                      | –                                      | –                                      | –                                      |                    | MAKASI 19-23                  |
| 2025 | „Proszę tańcz” (z Dawidem Kwiatkowskim)                                  | 9                                      | 40                                     | 103                                    | –                                      | –                                      | 2                                      | –                                      |                    | –                             |

### Jako część supergrup
| Rok  | Tytuł                                                  | Najwyższe pozycje na listach przebojów | Najwyższe pozycje na listach przebojów | Najwyższe pozycje na listach przebojów | Najwyższe pozycje na listach przebojów | Album                     |
| Rok  | Tytuł                                                  | OLiA                                   | 30 ton                                 | LP3                                    | 357                                    | Album                     |
| ---- | ------------------------------------------------------ | -------------------------------------- | -------------------------------------- | -------------------------------------- | -------------------------------------- | ------------------------- |
| 1998 | „Hit” (Members of Pozytywne wibracje)                  | –                                      | –                                      | –                                      | –                                      | Pozytywne wibracje vol. 1 |
| 1999 | „Z kopyta kulig rwie” (Qligowscy)                      | –                                      | 14                                     | 43                                     | –                                      | –                         |
| 2005 | „Pokonamy fale” (Polscy Artyści dla Azji)              | –                                      | –                                      | –                                      | –                                      | –                         |
| 2005 | „Wystarczy chcieć” (różni wykonawcy)                   | –                                      | –                                      | –                                      | –                                      | –                         |
| 2020 | „Mimo wszystko” (Fundacja Mimo Wszystko i przyjaciele) | –                                      | –                                      | –                                      | –                                      | –                         |
| 2024 | „Moja i twoja nadzieja” (#RazemDlaWas)                 | 68                                     | –                                      | 7                                      | 2                                      | –                         |

### Jako gość
| Rok  | Tytuł | Najwyższe pozycje na listach przebojów | Najwyższe pozycje na listach przebojów | Najwyższe pozycje na listach przebojów | Najwyższe pozycje na listach przebojów | Najwyższe pozycje na listach przebojów | Najwyższe pozycje na listach przebojów | Najwyższe pozycje na listach przebojów | Certyfikat ZPAV    | Album                                   |
| Rok  | Tytuł | OLiA                                   | OLiS str.                              | Spotify                                | 30 ton                                 | LP3                                    | SLiP                                   | 357                                    | Certyfikat ZPAV    | Album                                   |
| ---- | --- | -------------------------------------- | -------------------------------------- | -------------------------------------- | -------------------------------------- | -------------------------------------- | -------------------------------------- | -------------------------------------- | ------------------ | --------------------------------------- |
| 1995 | „Budzikom śmierć” (Robert Chojnacki, gościnnie: Andrzej Piaseczny i Kayah)                                              | –                                      | –                                      | –                                      | –                                      | 3                                      | –                                      | –                                      |                    | Sax & Sex                               |
| 1996 | „Sny nocy letniej” (Robert Amirian, gościnnie: Kayah)                                                                   | –                                      | –                                      | –                                      | 23                                     | 48                                     | –                                      | –                                      |                    | Bardzo niebieskie migdały               |
| 1997 | „Flota zjednoczonych sił” (na wspólnym singlu z „Mydło powidło” Grzegorza Turnau)                                       | –                                      | –                                      | –                                      | –                                      | –                                      | –                                      | –                                      |                    | Flota zjednoczonych sił                 |
| 1997 | „Raduj się świecie” (Mietek Szcześniak, gościnnie: Kayah)                                                               | –                                      | –                                      | –                                      | –                                      | –                                      | –                                      | –                                      |                    | Raduj się świecie – kolędy              |
| 2000 | „Nie płoszcie miłości (Pieśń nad pieśniami)” (Mietek Szcześniak, gościnnie: Kayah)                                      | –                                      | –                                      | –                                      | –                                      | 40                                     | –                                      | –                                      |                    | Spoza nas                               |
| 2001 | „Amen” (Věra Bílá i Kale, gościnnie: Kayah, Chico Bouchikhi Gipsy Kings)                                                | –                                      | –                                      | –                                      | –                                      | –                                      | –                                      | –                                      |                    | Rovava                                  |
| 2003 | „Tylko ty i ja” (Blenders, gościnnie: Kayah)                                                                            | –                                      | –                                      | –                                      | –                                      | 36                                     | –                                      | –                                      |                    | –                                       |
| 2003 | „Soca” (15 Minut Projekt, gościnnie: Bogusz Bilewski Jr. i Kayah)                                                       | –                                      | –                                      | –                                      | –                                      | 49                                     | –                                      | –                                      |                    | 15 Minut Projekt                        |
| 2004 | „Prócz ciebie, nic” (Krzysztof Kiljański, gościnnie: Kayah)                                                             | –                                      | –                                      | –                                      | 1                                      | 1                                      | 10                                     | –                                      |                    | In the Room                             |
| 2015 | „Skrucha” (Jafia, gościnnie: Kayah)                                                                                     | –                                      | –                                      | –                                      | –                                      | –                                      | –                                      | –                                      |                    | Ka Ra Va Na                             |
| 2016 | „Róż i dusz” (Pectus, gościnnie: Kayah)                                                                                 | –                                      | –                                      | –                                      | –                                      | –                                      | –                                      | –                                      |                    | Kobiety                                 |
| 2020 | „Przejazdem” (Pectus, gościnnie: Kayah)                                                                                 | –                                      | –                                      | –                                      | –                                      | –                                      | –                                      | –                                      |                    | Kobiety / Wojciech Młynarski            |
| 2020 | „Płacz nad młodością, co odchodzi” (Karolina Cicha, gościnnie: Kayah)                                                   | –                                      | –                                      | –                                      | –                                      | –                                      | –                                      | –                                      |                    | Tany                                    |
| 2020 | „Kocham Cię” (Maria Sadowska, gościnnie: Kayah)                                                                         | –                                      | –                                      | –                                      | –                                      | –                                      | –                                      | –                                      |                    | Początek nocy                           |
| 2020 | „Nisko jest niebo” (Pezet, gościnnie: Kayah)                                                                            | –                                      | –                                      | 2                                      | –                                      | –                                      | 19                                     | –                                      | 3× platynowa płyta | Muzyka współczesna (wersja rozszerzona) |
| 2021 | „Pod powieką (Preludium e-moll)” (Natalia Kukulska, gościnnie: Kayah)                                                   | –                                      | –                                      | –                                      | –                                      | –                                      | –                                      | –                                      |                    | Czułe struny (edycja specjalna)         |
| 2022 | „No, a ja?” (Michał Bajor, gościnnie: Kayah)                                                                            | –                                      | –                                      | –                                      | –                                      | –                                      | –                                      | 36                                     |                    | No, a ja?                               |
| 2023 | „Jesień – tańcuj” (L.U.C. i Rebel Babel Film Orchestra, gościnnie: Kayah, Dagadana, Laboratorium Pieśni i Tęgie Chłopy) | –                                      | 9                                      | 7                                      | –                                      | –                                      | –                                      | 17                                     | 2× platynowa płyta | Chłopi                                  |
| 2023 | „Na co mi to” (Dominik Dudek, gościnnie: Kayah)                                                                         | 44                                     | –                                      | –                                      | –                                      | –                                      | –                                      | –                                      |                    | –                                       |
| 2025 | „Wiatr” (Kacperczyk, gościnnie: Hubert. i Kayah)                                                                        | –                                      | –                                      | –                                      | –                                      | –                                      | –                                      | –                                      |                    | –                                       |

## Inne notowane utwory
| Rok  | Tytuł                                                                                   | Najwyższe pozycje na listach przebojów | Najwyższe pozycje na listach przebojów | Najwyższe pozycje na listach przebojów | Album               |
| Rok  | Tytuł                                                                                   | Spotify                                | LP3                                    | SLiP                                   | Album               |
| ---- | --------------------------------------------------------------------------------------- | -------------------------------------- | -------------------------------------- | -------------------------------------- | ------------------- |
| 2003 | „Jej portret”                                                                           | –                                      | 39                                     | –                                      | Ladies              |
| 2006 | „Oj, maluśki, maluśki”                                                                  | 118                                    | –                                      | –                                      | Kolędy śpiewa Kayah |
| 2006 | „Gdy śliczna Panna”                                                                     | 45                                     | –                                      | –                                      | Kolędy śpiewa Kayah |
| 2008 | „Futbol, futbol” (z Piotrem Cugowskim, Sebastianem Karpielem-Bułecką i Kasią Kurzawską) | –                                      | –                                      | 20                                     | –                   |
| 2016 | „Wśród nocnej ciszy”                                                                    | 72                                     | –                                      | –                                      | Gdy pada śnieg      |

## Teledyski
| Rok  | Tytuł                        | Reżyser                                       |
| ---- | ---------------------------- | --------------------------------------------- |
| 1995 | „Nawet deszcz”               |                                               |
| 1996 | „Fleciki”                    | Janusz Kamiński                               |
| 1996 | „Santana”                    |                                               |
| 1997 | „Na językach”                | Janusz Kołodrubiec                            |
| 1997 | „Supermenka”                 | Janusz Kołodrubiec                            |
| 1997 | „Uwierz... to nie ja”        |                                               |
| 1999 | „Śpij kochanie, śpij”        |                                               |
| 1999 | „Prawy do lewego”            | Jarosław Szoda, Bolesław Pawica               |
| 2000 | „Jaka ja Kayah”              | Marcin Ziębiński                              |
| 2001 | „Wiosna przyjdzie i tak”     |                                               |
| 2001 | „Embarcaçao”                 | Filip Kovcin, Jarosław Szoda, Bolesław Pawica |
| 2002 | „Dobry potwór nie jest zły”  |                                               |
| 2003 | „Testosteron”                | Jarosław Szoda, Bolesław Pawica               |
| 2004 | „Do D.N.A.”                  | Jarosław Szoda, Bolesław Pawica               |
| 2004 | „Duchy tych co mieszkali tu” |                                               |
| 2005 | „Prócz ciebie, nic”          |                                               |
| 2005 | „Jutro rano”                 | Anna Maliszewska                              |
| 2006 | „Kochankowie Roku Tygrysa”   |                                               |
| 2009 | „Jak skała”                  |                                               |
| 2011 | „Za późno”                   |                                               |
| 2013 | „Muszlo moja”                |                                               |
| 2013 | „Kicy bidy i bokha”          |                                               |
| 2015 | „Skrucha”                    | Michał Braum                                  |
| 2016 | „Pusty talerzyk”             |                                               |
| 2017 | „Po co”                      | Michał Węgrzyn                                |
| 2017 | „Podatek od miłości”         | Filip Bartczak                                |
| 2018 | „Chwytaj dzień”              | Roman Przylipiak                              |
| 2018 | „Supermenka 2018”            | Krzysztof Szlęzak                             |
| 2019 | „Dawaj w długą”              | Krzysztof Szlęzak                             |
| 2020 | „Ramię w ramię”              | Sebastian Wełdycz                             |
| 2020 | „Przejazdem”                 | Michał Węgrzyn                                |
| 2020 | „Królestwo kobiet”           | Sebastian Wełdycz                             |